# The Garfield Show
The Garfield Show (în franceză Garfield et Cie) este un serial de animație pe computer bazat pe benzile desenate cu Garfield create de Jim Davis și produs de Dargaud Media în asociere cu Paws, Inc. Serialul urmărește aventurile lui Garfield, Odie și Jon Arbuckle, alături de personaje care se întorc din benzile desenate și personaje noi create pentru acest serial. Davis și Mark Evanier, care au fost scenariști ai serialului, au lucrat mai înainte la serialul anterior Garfield și prietenii. Distribuția include pe Frank Welker, Gregg Berger, Wally Wingert, Jason Marsden și Julie Payne, cu Berger și Payne întorcându-se la rolurile lor din Garfield și prietenii.
Serialul a început difuzarea pe 22 decembrie 2008 în Franța și pe 2 noiembrie 2009 în Statele Unite, durând cinci sezoane și 107 episoade.
În România, serialul a fost difuzat pe canalele Cartoon Network și Boomerang.

## Despre serial
Serialul se învârte în jurul unui motan portocaliu numit Garfield în încercarea lui de a trăi viața perfectă, plină de leneveală. Pentru că trăiește cu cățelul Odie și Jon Arbuckle, Garfield crede că lumea se învârte în jurul lui și a dorinței lui de a încerca să trăiască bine.

## Personaje

### Personaje principale
- Garfield - Garfield este un motan portocaliu cu dungi negre pe spate și rotofei care iubește foarte mult lasagna, pizza sau orice altă mâncare în-afară de anșoa, stafide și iaurt. Garfield doarme aproape toată ziua și îi place să-i necăjească pe poștașul Herman și pe Odie.
- Odie - Odie este un câine galben cu pete maro. Acesta este un câine obișnuit. Odie nu vorbește și are poziția normală a oricărui câine. El nu prea pare să fie cine știe ce geniu, fiind mereu bătaia de joc a lui Garfield. În România, Odie nu este jucat de nimeni.
- Jon Arbuckle - Jon este un bărbat simpatic care locuiește împreună cu Garfield și cu Odie într-o casă foarte drăguță. Garfield profită mereu de bunătatea lui Jon. El este de meserie caricaturist. El chiar dacă se enervează foarte mult pe Garfield, acesta reușește să se calmeze.

### Personaje secundare
- Nermal - Nermal este un motan gri pe care Garfield nu-l suportă deloc. Nermal a câștigat multe concursuri de frumusețe pentru pisici.
- Herman - Herman este un poștaș care este bătaia de joc a lui Garfield. Acesta aduce scrisori la casa lui Jon. De obicei, Garfield îi face zile fripte.
- Liz Wilson - Liz este prietena lui Jon. Ea lucrează ca doctor de animale. Când apare în acțiune, salvează situația.
- Arlene - Arlene este o pisică roz. Ea este prietena lui Garfield.
- Pooky - Pooky este ursulețul de pluș și partenerul de somn al lui Garfield.
- Doc Băiete - Doc Băiete este fratele lui Jon de la sat. Nu-i place să-i se spună „Doc Băiete”. Numele lui adevărat este Doc.
- Chițăilă (Squeak) - Chițăilă este un șoarece gri care locuiește într-o gaură din bucătărie împreună cu verii săi. Pentru că Garfield nu suportă gustul de șoarece, el s-a gândit c-ar fi o idee bună să se împrietenească cu el.
- Vito Capeletti - Vito este un bucătar italian foarte priceput și un bun prieten cu Garfield, Odie și Jon. El deține propriul restaurant italienesc.
- Drusilla și Minerva - Drusilla și Minerva sunt două gemene, nepoatele sau verișoarele lui Jon. Lui Garfield și lui Odie nu le place de ele deloc. Mereu când îi prind îi îmbracă în rochițe și se joacă cu ei multe jocuri pe care nu le suportă Garfield.
- Eddie Gourmand - Eddie este un mare critic culinar. Este foarte gras și are propria sa emisiune culinară. Urăște foarte mult mâncarea sănătoasă.
- Harry - Harry este un motan negru, vagabond și un prieten de-al lui Garfield.
- Mătușa Ivy - Mătușa Ivy este mătușa țâfnoasă și nepăsătoare a lui Jon. Când vine în vizită pe la nepotul ei, îi pune pe Garfield și Odie la treabă și de-aceea este teroarea lor.

### Personaje episodice
- Neferkitty - Neferkitty este regina pisicilor antice. Oamenii erau sclavii ei umili până când într-o zi s-a răsculat și au alungat-o pe ea și pe pisici într-o altă dimensiune, într-un fel de deșert. Neferkitty vrea să cucerească lumea.

## DVD
Pe data de 10 octombrie 2011, Gazeta Sporturilor a lansat pentru prima dată în România o colecție Garfield pe DVD. Aceasta conține 5 volumuri cu câte 5 episoade dublate în limba română. Primul volum avea ca premiu o revistă Garfield, cu jocuri și activități distractive pentru copii. DVD-urile Garfield de la Gazeta Sporturilor au apărut astfel:
- 10 octombrie – DVD Garfield vol 1
- 17 octombrie – DVD Garfield vol 2
- 24 octombrie – DVD Garfield vol 3
- 30 octombrie – DVD Garfield vol 4
- 6 noiembrie – DVD Garfield vol 5

În anul 2012, Gazeta Sporturilor a lansat o nouă colecție Garfield pe DVD, cu 5 noi volumuri cu câte 5 episoade dublate în limba română.

## Episoade
|            |     |                                                                    |                            |                                                              |
| SEZONUL 1  |     |                                                                    |                            |                                                              |
|            |     |                                                                    |                            |                                                              |
| 07.11.2009 | 01  | Pasta Wars                                                         | Războiul pastelor          | Pasta Wars                                                   |
| 07.11.2009 | 01  | O joacă de-a pisica și șoarecele                                   | De-a șoarecele și pisica   | A Game Of Cat And Mouse                                      |
|            |     |                                                                    |                            |                                                              |
| 08.11.2009 | 02  | O pizza perfectă                                                   | Pizza perfectă             | Perfect Pizza                                                |
| 08.11.2009 | 02  | Mama Garfield                                                      | Mama Garfield              | Mother Garfield                                              |
|            |     |                                                                    |                            |                                                              |
| 14.11.2009 | 03  | Adăpostul de câini                                                 | Cățelul și hingherii       | Pup In The Pound                                             |
| 14.11.2009 | 03  | Odie îndrăgostit                                                   | Odie îndrăgostit           | Odie In Love                                                 |
|            |     |                                                                    |                            |                                                              |
| 15.11.2009 | 04  | O muzică nu prea dulce pentru urechi                               | O muzică nu prea frumoasă  | Not So Sweet Sound Of Music                                  |
| 15.11.2009 | 04  | Un curcan problemă                                                 | Curcanul problemă          | Turkey Trouble                                               |
|            |     |                                                                    |                            |                                                              |
| 21.11.2009 | 05  | Un pui de somn                                                     | Răpirea                    | Catnap                                                       |
| 21.11.2009 | 05  | Agentul X                                                          | Agentul X                  | Agent X                                                      |
|            |     |                                                                    |                            |                                                              |
| 22.11.2009 | 06  | Portocaliu și negru                                                | Portocaliu și negru        | Orange And Black                                             |
| 22.11.2009 | 06  | Lunea neagră                                                       | O zi ciudată de luni       | Freaky Monday                                                |
|            |     |                                                                    |                            |                                                              |
| 28.11.2009 | 07  | Regele Nermal                                                      | Regele Nermal              | King Nermal                                                  |
| 28.11.2009 | 07  | Căutându-l cu disperare pe Pooky                                   | Căutându-l pe Pooky        | Desperately Seeking Pooky                                    |
|            |     |                                                                    |                            |                                                              |
| 29.11.2009 | 08  | Blestemul pricoli câinelui                                         | Câinele vârcolac           | Curse Of The Were-Dog                                        |
| 29.11.2009 | 08  | Întalnirea cu părinții                                             | Întâlnire cu părinții      | Meet The Parents                                             |
|            |     |                                                                    |                            |                                                              |
| 05.12.2009 | 09  | La fermă                                                           | La țară                    | Down On The Farm                                             |
| 05.12.2009 | 09  | Concursul animalelor de companie                                   | Expoziția de animale       | The Pet Show                                                 |
|            |     |                                                                    |                            |                                                              |
| 06.12.2009 | 10  | Perechea potrivită                                                 | Matrimoniale cu animale    | Pet Matchers                                                 |
| 06.12.2009 | 10  | Norocul                                                            | Vraja norocoasă            | Lucky Charm                                                  |
|            |     |                                                                    |                            |                                                              |
| 12.12.2009 | 11  | Săpătorii după oase                                                | Căutătorii de oase         | Bone Diggers                                                 |
| 12.12.2009 | 11  | Robotul                                                            | Robotul                    | The Robot                                                    |
|            |     |                                                                    |                            |                                                              |
| 13.12.2009 | 12  | Greutate mare                                                      | La scară mare              | High Scale                                                   |
| 13.12.2009 | 12  | Jon iese noaptea la plimbare                                       | Seara lui Jon              | Jon’s Night Out                                              |
|            |     |                                                                    |                            |                                                              |
| 06.02.2010 | 13  | Blestemul lumii pisicești                                          | Blestemul oamenilor pisică | Curse of the Cat People                                      |
| 07.02.2010 | 13  | Glenda și Odessa                                                   | Glenda și Odessa           | Glenda & Odessa                                              |
|            |     |                                                                    |                            |                                                              |
| 10.04.2010 | 14  | O lume de pisici                                                   | Este o lume a pisicilor    | It's a Cat World                                             |
| 10.04.2010 | 14  | Dresaj extrem                                                      | Dresaj extrem              | Extreme Housebreaking                                        |
|            |     |                                                                    |                            |                                                              |
| 11.04.2010 | 15  | Timpul o ia razna                                                  | Călător în timp            | Time Twist                                                   |
| 11.04.2010 | 15  | Faimă fatală                                                       | Un motan faimos            | Fame Fatale                                                  |
|            |     |                                                                    |                            |                                                              |
| 17.04.2010 | 16  | Lumea subacvatică                                                  | Lumea subacvatică          | Underwater World                                             |
| 17.04.2010 | 16  | Pești de prăjit                                                    | Pește prăjit               | Fish To Fry                                                  |
|            |     |                                                                    |                            |                                                              |
| 18.04.2010 | 17  | Scufița galbenă                                                    | Scufița galbenă            | Little Yellow Riding Hood                                    |
| 18.04.2010 | 17  | Maestrul timpului                                                  | Stăpânul timpului          | Time Master                                                  |
|            |     |                                                                    |                            |                                                              |
| 24.04.2010 | 18  | Poză de familie                                                    | Portret de familie         | Family Picture                                               |
| 24.04.2010 | 18  | Virtualodeon                                                       | Realitate virtuală         | Virtualodeon                                                 |
|            |     |                                                                    |                            |                                                              |
| 25.04.2010 | 19  | Tristețe de poștaș                                                 | Poștașul                   | Mailman Blues                                                |
| 01.05.2010 | 19  | Moștenitorul iluzoriu                                              | Poveste de groază          | Heir Apparent                                                |
|            |     |                                                                    |                            |                                                              |
| 01.05.2010 | 20  | Din cuptor                                                         | Din cuptor                 | From The Oven                                                |
| 02.05.2010 | 20  | Vecinul Nathan                                                     | Vecinul Nathan             | Neighbor Nathan                                              |
|            |     |                                                                    |                            |                                                              |
| 02.05.2010 | 21  | Istoria câinilor                                                   | Istoria câinilor           | History Of Dog                                               |
| 08.05.2010 | 21  | În copac                                                           | În copac                   | Up A Tree                                                    |
|            |     |                                                                    |                            |                                                              |
| 08.05.2010 | 22  | O lume de brânză                                                   | O lume de brânză           | It's Cheese World                                            |
| 09.05.2010 | 22  | Drăguț cu Nermal                                                   | Fii drăguț cu Nermal       | Nice To Nermal                                               |
|            |     |                                                                    |                            |                                                              |
| 09.05.2010 | 23  | În pericol                                                         | În pericol                 | Out Of A Limb                                                |
| 25.04.2010 | 23  | Super eu                                                           | Super eu                   | Super Me                                                     |
|            |     |                                                                    |                            |                                                              |
| 15.05.2010 | 24  | Mintea superioară                                                  | Geniul malefic             | Mastermind                                                   |
| 15.05.2010 | 24  | Uimitorul câine zburător                                           | Uimitorul câine zburător   | The Amazing Flying Dog                                       |
|            |     |                                                                    |                            |                                                              |
| 16.05.2010 | 25  | Ultimul cuvânt                                                     | Pariul                     | The Last Word                                                |
| 22.05.2010 | 25  | Omul de înghețată                                                  | Poveste de dragoste        | Iceman                                                       |
|            |     |                                                                    |                            |                                                              |
| 16.05.2010 | 26  | Ștrengarii colindători                                             | Colind de Crăciun          | Caroling Capers                                              |
| 22.05.2010 | 26  | T3000                                                              | T3000                      | T3000                                                        |
|            |     |                                                                    |                            |                                                              |
| SEZONUL 2  |     |                                                                    |                            |                                                              |
|            |     |                                                                    |                            |                                                              |
| 07.03.2011 | 27  | Acasă de Crăciun                                                   |                            | Home For The Holidays                                        |
|            |     |                                                                    |                            |                                                              |
| 08.03.2011 | 28  | Arta de a fi nedrăguț                                              |                            | The Art Of Being Uncute                                      |
| 08.03.2011 | 28  | Casa bântuită                                                      |                            | The Haunted House                                            |
|            |     |                                                                    |                            |                                                              |
| 09.03.2011 | 29  | Noaptea papucilor iepuraș                                          |                            | Night Of The Bunny Slippers                                  |
| 09.03.2011 | 29  | Planeta puilor de găină                                            |                            | Planet Of Poultry                                            |
|            |     |                                                                    |                            |                                                              |
| 10.03.2011 | 30  | Istoria pisicilor                                                  |                            | History Of Cats                                              |
| 10.03.2011 | 30  | Spionul care m-a hrănit                                            |                            | The Spy Who Fed Me                                           |
|            |     |                                                                    |                            |                                                              |
| 11.03.2011 | 31  | Gravitația                                                         |                            | Gravity Of The Situation                                     |
| 11.03.2011 | 31  | Bilet spre bogăție                                                 |                            | Ticket To Riches                                             |
|            |     |                                                                    |                            |                                                              |
| 14.03.2011 | 32  | Care vrăjitoare?                                                   |                            | Which Witch                                                  |
| 14.03.2011 | 32  | Strănutul cel puternic                                             |                            | The Big Sneeze                                               |
|            |     |                                                                    |                            |                                                              |
| 15.03.2011 | 33  | Explozoidul                                                        |                            | Blasteroid                                                   |
| 15.03.2011 | 33  | Faceți cunoștință cu șoricelul Max                                 |                            | Meet Max Mouse                                               |
|            |     |                                                                    |                            |                                                              |
| 16.03.2011 | 34  | Odie e de vânzare                                                  |                            | Odie For Sale                                                |
| 16.03.2011 | 34  | Un oaspete de dincolo                                              |                            | Guest From Beyond                                            |
|            |     |                                                                    |                            |                                                              |
| 17.03.2011 | 35  | Poștașul cibernetic                                                |                            | Cyber Mailman                                                |
| 17.03.2011 | 35  | O felină plină de viață la fermă                                   |                            | Farm Fresh Feline                                            |
|            |     |                                                                    |                            |                                                              |
| 18.03.2011 | 36  | Cu patru primești pizza                                            |                            | With Four You Get Pizza                                      |
| 18.03.2011 | 36  | Maestrul bucătar                                                   |                            | Master Chef                                                  |
|            |     |                                                                    |                            |                                                              |
| 21.03.2011 | 37  | Iubito, am micșorat animalele de casă                              |                            | Honey, I Shrunk The Pets                                     |
| 21.03.2011 | 37  | Garfield își pierde mințile                                        |                            | Garfield Astray                                              |
|            |     |                                                                    |                            |                                                              |
| 22.03.2011 | 38  | Tristețe de motan negru                                            |                            | Black Cat Blues                                              |
| 23.03.2011 | 38  | Zile de câine                                                      |                            | Dog Days                                                     |
|            |     |                                                                    |                            |                                                              |
| 22.03.2011 | 39  | Pasărea albastră a fericirii                                       |                            | The Bluebird Of Happiness                                    |
| 24.03.2011 | 39  | În mintea lui Eddie Gourmand                                       |                            | Inside Eddie Gourmand                                        |
|            |     |                                                                    |                            |                                                              |
| 05.09.2011 | 40  | Profunzimile unui comis voiajor                                    |                            | Depths of a Salesman                                         |
| 05.09.2011 | 40  | Noaptea aparatelor casnice                                         |                            | Night of the Apparatuses                                     |
|            |     |                                                                    |                            |                                                              |
| 06.09.2011 | 41  | Totul e relativ                                                    |                            | Everythings' Relative                                        |
| 06.09.2011 | 41  | În așteptare                                                       |                            | Land of Hold                                                 |
|            |     |                                                                    |                            |                                                              |
| 07.09.2011 | 42  | Hrana canină a felinelor                                           |                            | Fido Food Feline                                             |
| 07.09.2011 | 42  | Cel mai drăguț                                                     |                            | Cuter Than Cute                                              |
|            |     |                                                                    |                            |                                                              |
| 08.09.2011 | 43  | O poveste captivantă                                               |                            | A Gripping Tale                                              |
| 08.09.2011 | 43  | Găinile Henny                                                      |                            | Penny Henny                                                  |
|            |     |                                                                    |                            |                                                              |
| 09.09.2011 | 44  | Dorințe malefice                                                   |                            | Wicked Wishes                                                |
| 09.09.2011 | 44  | Elefantul Crevețică                                                |                            | Jumbo Shrimpy                                                |
|            |     |                                                                    |                            |                                                              |
| 12.09.2011 | 45  | Un pirat de aur                                                    |                            | Pirate Gold                                                  |
| 12.09.2011 | 45  | Eu, Garfield și eu                                                 |                            | Me, Garfield and I                                           |
|            |     |                                                                    |                            |                                                              |
| 13.09.2011 | 46  | Cursă pentru pizza                                                 |                            | Great Pizza Race                                             |
| 13.09.2011 | 46  | Plin de fasole                                                     |                            | Full of Beans                                                |
|            |     |                                                                    |                            |                                                              |
| 14.09.2011 | 47  | Detectivul Odie                                                    |                            | Detective Odie                                               |
| 14.09.2011 | 47  | Casă ispititoare                                                   |                            | Stealing Home                                                |
|            |     |                                                                    |                            |                                                              |
| 15.09.2011 | 48  | Dragoste și lasagna                                                |                            | Love and Lasagna                                             |
| 15.09.2011 | 48  | Culori reale                                                       |                            | True Colors                                                  |
|            |     |                                                                    |                            |                                                              |
| 16.09.2011 | 49  | Ploaie sau soare                                                   |                            | Rain or Shine                                                |
| 16.09.2011 | 49  | Mai deștept decât un șoarece                                       |                            | Mind Over Mouse                                              |
|            |     |                                                                    |                            |                                                              |
| 19.09.2011 | 50  | Somnul cel mare                                                    |                            | The Big Sleep                                                |
| 19.09.2011 | 50  | Pisicuța răsfățată                                                 |                            | Pampered Pussycat                                            |
|            |     |                                                                    |                            |                                                              |
| 20.09.2011 | 51  | Tunelul cârtițelor                                                 |                            | The Mole Express                                             |
| 20.09.2011 | 51  | Papagalul trist                                                    |                            | Parrot Blues                                                 |
|            |     |                                                                    |                            |                                                              |
| 21.09.2011 | 52  | Vreme nedreaptă                                                    |                            | Unfair Weather                                               |
|            |     |                                                                    |                            |                                                              |
| SEZONUL 3  |     |                                                                    |                            |                                                              |
|            |     |                                                                    |                            |                                                              |
| 28.05.2012 | 53  | Îngerașul                                                          |                            | Little Angel                                                 |
| 30.05.2012 | 53  | Doi ori două necazuri                                              |                            | Double Double The Trouble                                    |
|            |     |                                                                    |                            |                                                              |
| 01.10.2012 | 54  | Povești cu blănoși                                                 |                            | Furry Tales                                                  |
| 02.10.2012 | 55  | Povești cu blănoși                                                 |                            | Furry Tales                                                  |
|            |     |                                                                    |                            |                                                              |
| 29.05.2012 | 56  | Amabil cu pisicuțele                                               |                            | Kind To Kittens                                              |
| 28.05.2012 | 56  | Pământul lui mai târziu                                            |                            | Land of Later                                                |
|            |     |                                                                    |                            |                                                              |
| 29.05.2012 | 57  | Râsete înregistrate                                                |                            | Laugh in a Can                                               |
| 30.05.2012 | 57  | Justițiarul cu mantie își face iar apariția                        |                            | The Caped Avenger Rides Again!                               |
|            |     |                                                                    |                            |                                                              |
| 05.06.2012 | 58  | Schimb de personalități                                            |                            | The Great Trade-Off                                          |
| 31.05.2012 | 58  | Câinele preistoric                                                 |                            | Prehistoric Pup                                              |
|            |     |                                                                    |                            |                                                              |
| 09.10.2012 | 59  | Ucenicul super-eroului                                             |                            | The Superhero Apprentice                                     |
| 18.08.2012 | 59  | Cel mai scump ursuleț                                              |                            | Teddy Dearest                                                |
|            |     |                                                                    |                            |                                                              |
| 31.05.2012 | 60  | Non-Garfield                                                       |                            | The Non-Garfield Show                                        |
| 01.06.2012 | 60  | Ce diferență face un animal de companie                            |                            | What A Difference a Pet Makes                                |
|            |     |                                                                    |                            |                                                              |
| 11.10.2012 | 61  | Ziua de baie                                                       |                            | Bath Day                                                     |
| 01.06.2012 | 61  | Parteneri de mimă                                                  |                            | Partners in Mime                                             |
|            |     |                                                                    |                            |                                                              |
| 04.06.2012 | 62  | Garfield și conserva                                               |                            | Garfield Gets Canned                                         |
| 04.06.2012 | 62  | Boris omul de zăpadă                                               |                            | Boris The Snowman                                            |
|            |     |                                                                    |                            |                                                              |
| 05.06.2012 | 63  | Șoricelul musculos                                                 |                            | Muscle Mouse                                                 |
| 06.06.2012 | 63  | Motanul cupidon                                                    |                            | Cupid Cat                                                    |
|            |     |                                                                    |                            |                                                              |
| 02.09.2012 | 64  | Lyman cel de mult pierdut                                          |                            | Long Lost Lyman                                              |
| 02.09.2012 | 65  | Lyman cel de mult pierdut                                          |                            | Long Lost Lyman                                              |
|            |     |                                                                    |                            |                                                              |
| 04.09.2012 | 66  | Spectacolul lui Garfield                                           |                            | The Garfield-only Show                                       |
| 04.09.2012 | 66  | Vrăjitoarea                                                        |                            | Every Witch Way                                              |
|            |     |                                                                    |                            |                                                              |
| 12.09.2012 | 67  | Mai mult decât se vede                                             |                            | More Than Meets The Eye                                      |
| 06.09.2012 | 67  | Un prieten rapid                                                   |                            | Fast Friends                                                 |
|            |     |                                                                    |                            |                                                              |
| 07.09.2012 | 68  | Cel mai deștept câine din lume                                     |                            | The Smartest Dog In The World                                |
| 07.09.2012 | 68  | Mașinăria misterioasă                                              |                            | Mysterious Machine                                           |
|            |     |                                                                    |                            |                                                              |
| 10.09.2012 | 69  | Era și vremea                                                      |                            | It’s About Time                                              |
| 10.09.2012 | 69  | Fermierul Garfield                                                 |                            | Farmer Garfield                                              |
|            |     |                                                                    |                            |                                                              |
| 11.09.2012 | 70  | Înnebunit după fitness                                             |                            | Fitness Crazed                                               |
| 11.09.2012 | 70  | Amicul meu, Nermal                                                 |                            | My Friend, Nermal                                            |
|            |     |                                                                    |                            |                                                              |
| 12.09.2012 | 71  | Fugitivi murdari                                                   |                            | Filthy Fugitives                                             |
| 06.09.2012 | 71  | Unde este Odie?                                                    |                            | Where’s Odie?                                                |
|            |     |                                                                    |                            |                                                              |
| 15.01.2013 | 72  | Probleme mici în China                                             |                            | Little Trouble in Big China                                  |
| 16.01.2013 | 73  | Probleme mici în China                                             |                            | Little Trouble in Big China                                  |
|            |     |                                                                    |                            |                                                              |
| 18.09.2012 | 74  | La prânz cu dihorul                                                |                            | Take A Ferret To Lunch                                       |
| 19.09.2012 | 74  | Probleme, probleme și probleme                                     |                            | Problems, Problems, Problems                                 |
|            |     |                                                                    |                            |                                                              |
| 13.09.2012 | 75  | Premiile lasagna de aur                                            |                            | The Golden Lasagna Awards                                    |
| 13.09.2012 | 75  | Plăcerea de a controla                                             |                            | The Control Freak                                            |
|            |     |                                                                    |                            |                                                              |
| 14.09.2012 | 76  | Arbuckle online                                                    |                            | Online Arbuckle                                              |
| 14.09.2012 | 76  | Răzbunarea oamenilor pisică                                        |                            | Revenge of the Cat People                                    |
|            |     |                                                                    |                            |                                                              |
| 17.09.2012 | 77  | Jon hingherul                                                      |                            | Doggone Jon                                                  |
| 17.09.2012 | 77  | Paparazzo                                                          |                            | Paparazzi                                                    |
|            |     |                                                                    |                            |                                                              |
| 19.09.2012 | 78  | Mireasa și mătura                                                  |                            | The Bride and Broom                                          |
| 18.09.2012 | 78  | Lucrul cel mai corect                                              |                            | The Write Stuff                                              |
|            |     |                                                                    |                            |                                                              |
| SEZONUL 4  |     |                                                                    |                            |                                                              |
|            |     |                                                                    |                            |                                                              |
| 02.09.2013 | 79  | Regina leoaică (Partea 1)                                          |                            | Lion Queen – Zoo Melody (Part 1)                             |
| 03.09.2013 | 79  | Regina leoaică (Partea 2)                                          |                            | Lion Queen – Welcome to Africa (Part 2)                      |
|            |     |                                                                    |                            |                                                              |
| 04.09.2013 | 80  | Regina leoaică (Partea 3)                                          |                            | Lion Queen – Life of Outside (Part 3)                        |
| 05.09.2013 | 80  | Regina leoaică (Partea 4)                                          |                            | Lion Queen – King Of Cats (Part 4)                           |
|            |     |                                                                    |                            |                                                              |
| 06.09.2013 | 81  | Regina leoaica (Partea 5)                                          |                            | Lion Queen – Open the Cages (Part 5)                         |
| 09.09.2013 | 81  | Vrăjit (Partea 1)                                                  |                            | Bewitched – Familiar Familiar (Part 1)                       |
|            |     |                                                                    |                            |                                                              |
| 10.09.2013 | 82  | Vrăjit (Partea 2)                                                  |                            | Bewitched – Witches Just Wanna Have Fun (Part 2)             |
| 11.09.2013 | 82  | Vrăjit (Partea 3)                                                  |                            | Bewitched – The Heartless Witch (Part 3)                     |
|            |     |                                                                    |                            |                                                              |
| 12.09.2013 | 83  | Vrăjit (Partea 4)                                                  |                            | Bewitched – The Hall of Witchdom (Part 4)                    |
| 13.09.2013 | 83  | Vrăjit (Partea 5)                                                  |                            | Bewitched – Bewitched & Bewildered (Part 5)                  |
|            |     |                                                                    |                            |                                                              |
| 16.09.2013 | 84  | Răutăcioasele mașinării (Partea 1)                                 |                            | The Mean Machine – Too Smart Smartphones (Part 1)            |
| 17.09.2013 | 84  | Răutăcioasele mașinării (Partea 2)                                 |                            | The Mean Machine – Men of Metal (Part 2)                     |
|            |     |                                                                    |                            |                                                              |
| 18.09.2013 | 85  | Răutăcioasele mașinării (Partea 3)                                 |                            | The Mean Machine – Robot Rampage (Part 3)                    |
| 19.09.2013 | 85  | Răutăcioasele mașinării (Partea 4)                                 |                            | The Mean Machine – Rocket to Sprocket (Part 4)               |
|            |     |                                                                    |                            |                                                              |
| 20.09.2013 | 86  | Răutăcioasele mașinării (Partea 5)                                 |                            | The Mean Machine – The Robot Revolution (Part 5)             |
| 23.09.2013 | 86  | Valea strălucirii (Partea 1) - Ia-o spre vest, tinere motan        |                            | Glitter Gulch – Go West, Young Cat (Part 1)                  |
|            |     |                                                                    |                            |                                                              |
| 24.09.2013 | 87  | Valea strălucirii (Partea 2) - Lasagna în flăcări                  |                            | Glitter Gulch – Blazing Lasagna (Part 2)                     |
| 25.09.2013 | 87  | Valea strălucirii (Partea 3) - Confruntare la Vito                 |                            | Glitter Gulch – Showdown at Vito's (Part 3)                  |
|            |     |                                                                    |                            |                                                              |
| 26.09.2013 | 88  | Valea strălucirii (Partea 4) - Viața pe platoul de filmare         |                            | Glitter Gulch – Life on the Stage (Part 4)                   |
| 27.09.2013 | 88  | Valea strălucirii (Partea 5) - Tot ce strălucește                  |                            | The Glitter Gulch – All That Glitters… (Part 5)              |
|            |     |                                                                    |                            |                                                              |
| 30.09.2013 | 89  | Împotriva tuturor valurilor (Partea 1) - Haimanale și ravagii      |                            | The Against All Tides – Scallywags & Sea Scoundrels (Part 1) |
| 01.10.2013 | 89  | Împotriva tuturor valurilor (Partea 2) - Aventuri pe Insula Aruba  |                            | The Against All Tides – Adventures on Aruba Island (Part 2)  |
|            |     |                                                                    |                            |                                                              |
| 02.10.2013 | 90  | Împotriva tuturor valurilor (Partea 3) - Evadare                   |                            | The Against All Tides – Escape (Part 3)                      |
| 03.10.2013 | 90  | Împotriva tuturor valurilor (Partea 4) - Hrănirea peștilor         |                            | The Against All Tides – Feeding the Fish (Part 4)            |
|            |     |                                                                    |                            |                                                              |
| 04.10.2013 | 91  | Împotriva tuturor valurilor (Partea 5) - Întoarcerea reginei       |                            | The Against All Tides – Return of the Queen (Part 5)         |
| 01.03.2014 | 91  | Copacul cu lasagna (Partea 1) - Șobolanii                          |                            | Lasagna Tree: The Rat Pack (Part 1)                          |
|            |     |                                                                    |                            |                                                              |
| 01.03.2014 | 92  | Copacul cu lasagna (Partea 2) - Compania copacului                 |                            | Lasagna Tree: Tree's Company (Part 2)                        |
| 02.03.2014 | 92  | Copacul cu lasagna (Partea 3) - Hoinărind prin Roma                |                            | Lasagna Tree: Roaming About Rome (Part 3)                    |
|            |     |                                                                    |                            |                                                              |
| 02.03.2014 | 93  | Copacul cu lasagna (Partea 4) - Planta pastă                       |                            | Lasagna Tree: The Pasta Plant (Part 4)                       |
| 08.03.2014 | 93  | Copacul cu lasagna (Partea 5) - Ultima difuzare                    |                            | Lasagna Tree: The Big Broadcast (Part 5)                     |
|            |     |                                                                    |                            |                                                              |
| 08.03.2014 | 94  | În sălbăticie (Partea 1) - Chemarea în sălbăticie                  |                            | Into the Wild: Call of the Wild (Part 1)                     |
| 09.03.2014 | 94  | În sălbăticie (Partea 2) - În pădure                               |                            | Into the Wild: Into the Woods (Part 2)                       |
|            |     |                                                                    |                            |                                                              |
| 09.03.2014 | 95  | În sălbăticie (Partea 3) - Primul sărut al lui Nermal              |                            | Into the Wild: Nermal's First Kiss (Part 3)                  |
| 15.03.2014 | 95  | În sălbăticie (Partea 4) - Unde nu se avântă vulturii              |                            | Into the Wild: Where Eagles Don't Dare (Part 4)              |
|            |     |                                                                    |                            |                                                              |
| 15.03.2014 | 96  | În sălbăticie (Partea 5) - Urâții coioți                           |                            | Into the Wild: Ugly Coyotes (Part 5)                         |
| 24.02.2014 | 96  | Vedere dublă                                                       |                            | Double Vision                                                |
|            |     |                                                                    |                            |                                                              |
| 25.02.2014 | 97  | Verișoara Petunia                                                  |                            | My Cousin Petunia                                            |
| 26.02.2014 | 97  | Lătrând neastâmpărat                                               |                            | Barking Mad                                                  |
|            |     |                                                                    |                            |                                                              |
| 28.02.2014 | 98  | Pentru șoareci                                                     |                            | For Mice                                                     |
| 04.03.2014 | 98  | Tăcerea oilor                                                      |                            | Silence of The Sheep                                         |
|            |     |                                                                    |                            |                                                              |
| 06.03.2014 | 99  | Mama bufniță                                                       |                            | Mother Owl                                                   |
| 27.02.2014 | 99  | Începutul                                                          |                            | Garfception                                                  |
|            |     |                                                                    |                            |                                                              |
| 03.03.2014 | 100 | Soluția                                                            |                            | Six-Can Solution                                             |
| 05.03.2014 | 100 | Fiorosul bulldog                                                   |                            | Bulldog of Doom                                              |
|            |     |                                                                    |                            |                                                              |
| 07.03.2014 | 101 | Casă dulce casă                                                    |                            | Home Sweet Home                                              |
| 10.03.2014 | 101 | Oare ce s-a întâmplat cu mătușa Ivy?                               |                            | Whatever Happened to Aunt Ivy?                               |
|            |     |                                                                    |                            |                                                              |
| 11.03.2014 | 102 | Ziua gogoșilor delicioase                                          |                            | Delicious Donut Day                                          |
| 12.03.2014 | 102 | Mica miss șoricică                                                 |                            | Little Miss Mouse                                            |
|            |     |                                                                    |                            |                                                              |
| 13.03.2014 | 103 | Sconcsul urât mirositor                                            |                            | The Stink, Stank, Skunk!                                     |
| 14.03.2014 | 103 | Jon 2                                                              |                            | Jon 2                                                        |
|            |     |                                                                    |                            |                                                              |
| 17.03.2014 | 104 | Câinele meu, motanul                                               |                            | The Dog of My Cat                                            |
| 18.03.2014 | 104 | Lumea fără mine                                                    |                            | World Without Me                                             |
|            |     |                                                                    |                            |                                                              |
| 19.03.2014 | 105 | Fricosul                                                           |                            | Fraidy Cat                                                   |
| 20.03.2014 | 105 | Noaptea extrem de lungă                                            |                            | Very Very Long Night                                         |
|            |     |                                                                    |                            |                                                              |
| SEZONUL 5  |     |                                                                    |                            |                                                              |
|            |     |                                                                    |                            |                                                              |
| 26.09.2015 | 106 | Revolta rozătoarelor (Partea 1) - Miroase a șobolan                |                            | Rodent Rebellion – I Smell A Rat (Part 1)                    |
| 26.09.2015 | 106 | Revolta rozătoarelor (Partea 2) - Invazia șobolanilor              |                            | Rodent Rebellion – The Rat Invasion (Part 2)                 |
|            |     |                                                                    |                            |                                                              |
| 26.09.2015 | 107 | Revolta rozătoarelor (Partea 3) - Răzbunarea lui Șobo              |                            | Rodent Rebellion – Ratzo's Revenge (Part 3)                  |
| 26.09.2015 | 107 | Revolta rozătoarelor (Partea 4) - O joacă de-a șoarecele și pisica |                            | Rodent Rebellion – A Game of Cat and Rat (Part 4)            |
|            |     |                                                                    |                            |                                                              |

## Transmisia pe glob
| Țară           | Canal                                |
| -------------- | ------------------------------------ |
| Austria        | ORF                                  |
| Belgia         | RTBF                                 |
| Brazilia       | Cartoon Network, Rede Record         |
| Canada         | YTV, SRC                             |
| China          | CCTV                                 |
| Danemarca      | DR                                   |
| Elveția        | TSR                                  |
| Finlanda       | TV2, YLE, Cartoon Network            |
| Franța         | France 3, Boomerang                  |
| Germania       | Cartoon Network, Boomerang           |
| Hong Kong      | J2                                   |
| Indonezia      | MNCTV                                |
| Irlanda        | RTE                                  |
| Italia         | Boomerang, Boing, Cartoon Network    |
| Japonia        | Cartoon Network, TV Tokyo            |
| Mexic          | Canal 5, Cartoon Network             |
| Marea Britanie | Boomerang                            |
| Portugalia     | RTP2                                 |
| România        | Boomerang, Cartoon Network           |
| Serbia         | Ultra                                |
| Spania         | Cartoon Network                      |
| Statele Unite  | Boomerang, Cartoon Network           |
| Suedia         | Cartoon Network                      |
| Ungaria        | Boomerang, Cartoon Network, RTL Klub |

## Legături externe
- TheGarfieldShow.com
- The Garfield Show la Internet Movie Database